# Pemepek
Pemepek is een bestuurslaag in het regentschap Centraal-Lombok van de provincie West-Nusa Tenggara, Indonesië. Pemepek telt 7139 inwoners (volkstelling 2010).